# MANIAC I
MANIAC I (ang. Mathematical Analyzer, Numerator, Integrator, and Computer) – komputer oparty na architekturze von Neumanna, zbudowany w Los Alamos National Laboratory na przełomie lat 40. i 50. i uruchomiony w marcu 1952. W 1957 r. został zastąpiony przez maszynę MANIAC II; komputer elektroniczny pierwszej generacji.

## Dane techniczne
Posiadał pamięć operacyjną 600 słów, pamięć zewnętrzna 80K, taktowany był zegarem 11kHz, zbudowany był z 2400 lamp elektronowych. Zespołem programistów kierował Stanisław Ulam. Był to najpotężniejszy komputer swoich czasów.

## Zastosowania

### Tworzenie broni
Był on wykorzystywany głównie do pomocy przy projektowaniu bomby wodorowej.

### Rozgrywki szachowe
Był to również komputer, który pierwszy rozegrał partię szachów z człowiekiem. Nie był to jednak pierwszy program komputerowy, który to zrobił (Alan Turing rozegrał partię szachów pomiędzy programem napisanym na kartce, wykonywanym przez niego samego – "człowiek CPU", a Alick Glennie, Manchester 1952).
Pierwszym programem stworzonym na komputerze MANIAC był właśnie program szachowy. Komputer wygrał partię rozegraną przy zmodyfikowanych warunkach (szachownica 6x6, bez gońców) przeciwko początkującemu szachiście.

#### Zapis partii
Poniżej podano zapis partii rozegranej w Los Alamos w 1956 r. między komputerem MANIAC a człowiekiem:

1.d3 b4 2.Nf3 d4 3.b3 e4 4.Ne1 a4 5.bxa4? [5.Nd2 and 6.Nd2-c4+ Nbcxc4 7.b3xc4 with a good game] 5...Nxa4 6.Kd2? Nc3 7.Nxc3 bxc3+ 8.Kd1 f4 9.a3 Rb6 10.a4 Ra6 11.a5 Kd5 12.Qa3 Qb5 13.Qa2+ Ke5 14.Rb1 Rxa5 15.Rxb5 Rxa2 16.Rb1 [to prevent 16...Ra1 mate!] 16...Ra5 17.f3 Ra4 18.fxe4 c4 19.Nf3+ Kd6 20.e5+ Kd5 21.exf6Q Nc5 22.Qf6xd4+ Kc6 23.Nf3-e5 mate.